# Monte Gerbier de Jonc
El monte Gerbier de Jonc es una montaña situada en el Macizo Central, en Francia. Alcanza una altitud de 1 551 m, y al pie de sus faldas brotan tres manantiales considerados las fuentes oficiales del Río Loira, el más largo del país. Situado entre las comunas de Saint-Martial y Sainte-Eulalie, es el segundo sitio más visitado del departamento de Ardèche, después de las Gargantas del Río Ardèche.

## Etimología
La etimología de nombre del monte Gerbier de Jonc puede prestarse a confusión pues los elementos de la aparente construcción nominal no tienen nada que ver con el francés moderno. El primero Gerbier no tiene relación con el significado “gavilla” o “haz” de hierba o de mieses  ni Jonc con “junco” sino que vienen de términos protocélticos  con el paso de tiempo perdieron su significado: Provienen, el 1º de Gar que significa « peña, peñón» (cf. Gers, el Monte Gerbizon) y, el  2º, de Jugum, es decir «montaña» (cf. Beaujeu, Asperjoc). Al pie del monte, hay una colada basáltica que reposa sobre la basa cristalina.

## Protección ambiental
El sitio está clasificado zona natural de interés ecológico, faunístico y florístico de tipo I, registrado con el número regional n°07040010; la zona protegida ocupa 280 hectáreas (2,8 km²).
El sitio abriga varias especies protegidas:
- Arabis cebennensis DC.
- La uva de oso: Arctostaphylos uva-ursi (L.) Sprengel
- La biscutella de Auvernia Biscutella arvernensis Jordan
- El cardo del Vivarés: Carduus vivariensis
- El helecho perejil: Cryptogramma crispa (L.) R. Br. ex Hooker
- El rocío de sol de hojas redondeadas: Drosera rotundifolia L.
- La Madreselva azul: Lonicera caerulea L.
- El ruibarbo de ciénaga: Petasites albus (L.) Gaertner
- Saxifraga biflora All.
- Saxifraga pedemontana subsp. prostii (Sternb.) D.A. Webb
- El sédum velloso: Sedum villosum L.
- La siempreviva de telerañas: Sempervivum arachnoideum subsp. tomentosum